# Leptacris monteiroi
Leptacris monteiroi är en insektsart som först beskrevs av Bolívar, I. 1890.  Leptacris monteiroi ingår i släktet Leptacris och familjen gräshoppor.

## Underarter
Arten delas in i följande underarter:
- L. m. monteiroi
- L. m. hova
- L. m. vittata